# Pygochelidon
Pygochelidon är ett fågelsläkte i familjen svalor inom ordningen tättingar. Släktet omfattar två arter med utbredning från Costa Rica till södra Sydamerika:
- Blåvit svala (Pygochelidon cyanoleuca)
- Forssvala (Pygochelidon melanoleuca)

Tidigare placerades cyanoleuca i Notiochelidon och melanoleuca i Atticora. Vissa taxonomiska auktoriteter gör det fortfarande.